# Museo Histórico Municipal de Écija
El Museo Histórico Municipal de Écija es un museo situado en el palacio de Benamejí de la ciudad de Écija, en la provincia de Sevilla, Andalucía, España.

## Fondos
En él se exponen restos de uno de los patrimonios históricos y arqueológicos más valiosos de Andalucía. Además en las antiguas caballerizas se exhiben carruajes, arreos y otros elementos relacionados con el mundo del caballo y el arte ecuestre.
Entre las piezas más destacadas figura la Amazona herida, escultura de época romana de dos metros de altura y con restos de policromía, en muy buen estado de conservación, cuyo descubrimiento se realizó en febrero de 2002, en la plaza de España de Écija, que formaba parte del foro de la romana Astigi, cuando se iba a construir un aparcamiento subterráneo. Igualmente son destacables los 6 grandes mosaicos aparecidos también en excavaciones urbanas de la ciudad:
- Mosaico de los océanos.
- Mosaico el don del vino.
- Mosaico de las estaciones del año.
- Mosaico del triunfo de baco.
- Mosaico de las nereidas.
- Mosaico del doble rapto.